# Redon Makashi
Redon Makashi, född 17 december 1970, är en albansk sångare och låtskrivare. 

## Karriär
Makashi ställde upp i den albanska musiktävlingen Festivali i Këngës för första gången år 1989, då han tillsammans med Morena Reka och Bledar Sejko framförde låten "Jemi zemra e çdo moshë", där de slutade på en andra plats efter segrande Frederik Ndoci, Manjola Nallbani och Julia Ndoci. År 2004 ställde han upp med låten "Ndjenjë".  År 2007 ställde han i tävlingen igen, denna gång i en duett tillsammans med Mira Konçi. Med låten "Nën një qiell" fick de 35 poäng och slutade på en sjätte plats av 17. Vann gjorde Olta Boka med "Zemrën e lamë peng". Makashi har även ställt upp i Kënga Magjike. År 2005 ställde han upp med låten "Natë e fundit" och vann priset för bästa låtskrivare. Vid Kënga Magjike 13, år 2011, ställde han upp igen, denna gång med låten "Më lër të fle". Makashi fick flest poäng av alla och vann tävlingen. Han vann dessutom priset för bästa låtskrivare. Under samma år satt Makashi med som en av sju jurymedlemmar vid Festivali i Këngës 50.

## Diskografi

### Album
- C'me ndodh pa ty
- 2010: Kënget e shekullit
- 2012: Boten Time[4]